# مسجد سيدي بشر

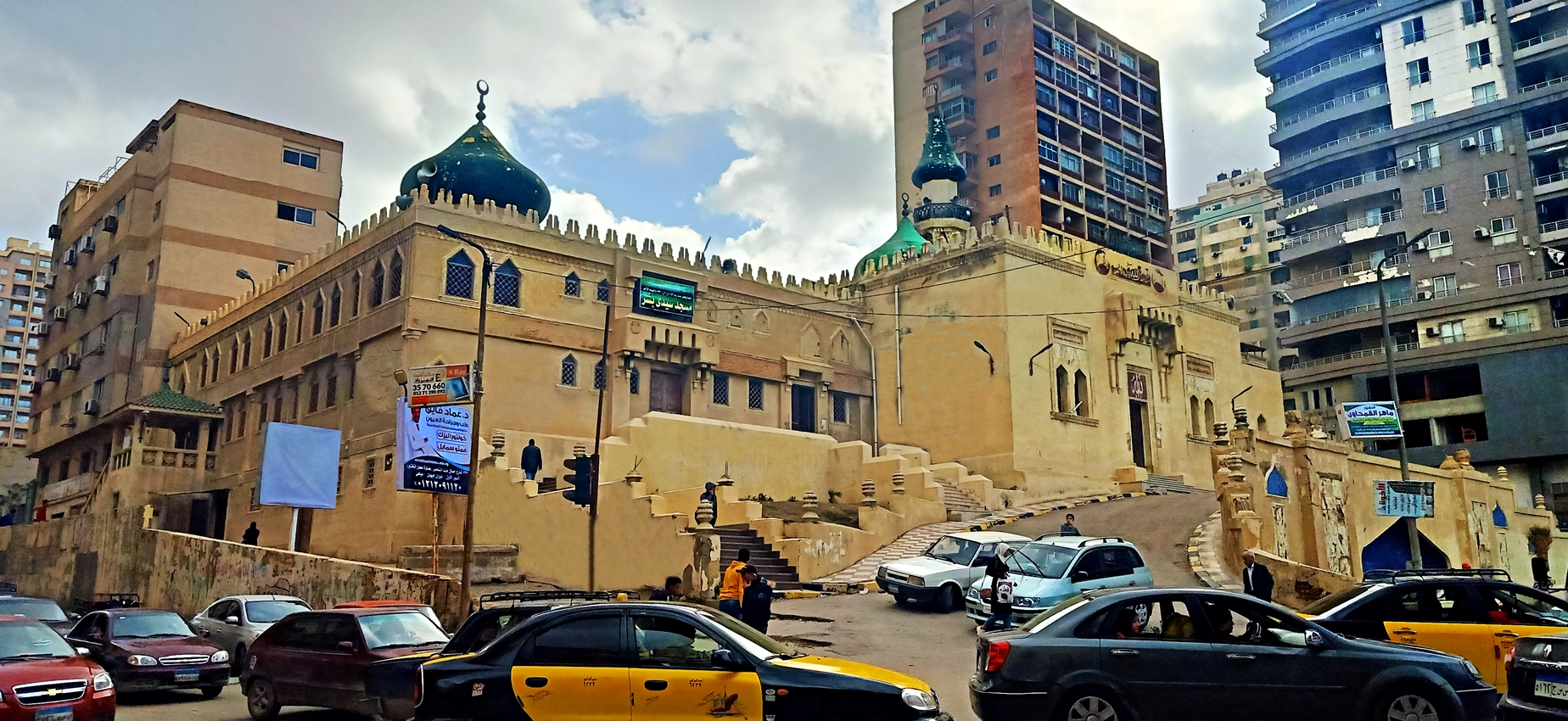
مسجد سيدي بشر بشياخة سيدي بشر، الإسكندرية.

مسجد سيدي بشر، أحد معالم الإسكندرية في مصر.

## نسب المسجد
ينسب مسجد سيدي بشر إلى الشيخ بشر بن الحسين بن محمد بن عبيد الله بن الحسين بن بشر الجوهري.
وهو من سلالة آل بشر الذين وفدوا إلى الإسكندرية في أواخر القرن الخامس الهجري أو أوائل القرن السادس الهجري مع من جاء من علماء المغرب والأندلس في تلك الفترة
وقد ظهرت بالإسكندرية مدرستان إسلاميتان اجتذبتا إليهما طلاب العلوم الفقهية.. وهما
المدرسة الصوفية.. والمدرسة السلفية.
وكان الشيخ بشر الجوهري متصوفا زاهدا اعتزل العالم وأقام في منطقة منعزلة على شاطئ البحر في مدينة الإسكندرية،
وهي التي عرفت باسمه فيما بعد.واشتهر بين الناس بصلاحه وتقواه ولما توفي عام 528 هجرية،

## مكان دفن صاحبه
دفن في نفس المكان الذي كان يقيم فيه، وأقام الناس له ضريحا حول قبره. وعندما امتد العمران إلى هذه المنطقة أنشأ الأهالي مسجدا حول الضريح في أواخر القرن التاسع عشر الميلادي.

## تجديدات المسجد
تم تجديد في عهد الخديوي عباس الثاني، الذي مد خط سكة حديد إلى المنطقة ليصلي في المسجد صلاة الجمعة من كل أسبوع أثناء قضائه فترة الصيف بالإسكندرية.
وفي عام 1945 تم توسعة المسجد وأضيف إليه ما جعل مساحته أربعة أمثال ما كانت عليها.
وفي عام 1947 أنشئ أمام المسجد ميدان فسيح وحديقة تجاور شاطئ البحر ليصبح حي سيدي بشر أحد أشهر أحياء الإسكندرية.
وفي شهر يونيه عام 2000م وفي عهد المحافظ السيد اللواء / محمد عبد السلام المحجوب.. تم تجديد واجهات مسجد سيدي بشر وتطوير الميدان
المواجه له من قبل إحدى شركات القطاع الخاص التي يملكها أحد رجال الأعمال الأقباط تعبيراً عن روح التسامح والوحدة الوطنية التي تتميز بها الإسكندرية.

## المبنى
لم يكن الشيخ بشر بن الحسين يعلم أنه حين اتخذ من ذلك المكان النائي عن العمران والذي يتمتع بالهدوء والصفاء مما يعين علي التعبد والتقرب إلي الله والإطلاع
و التفقه في الدين لم يكن يعلم أن هذا المكان سوف يعج بآلاف البشر بعد ذلك بنحو اقل من ألف عام
بل لم يكن يتخيل أن هذا الشاطئ البعيد عن حدود الإسكندرية القديمة سوف يصبح قلب شواطئها بل وأهم شواطئها التي يرتادها المصاطفون من كل مكان..
وأن ضريحه سيصبح مزارا لكل القادمين إلي للاستمتاع بجوها الساحر خلال فصل الصيف
وأن مسجده سيمتلئ بمئات المصلين الذين يقطنون حوله من كل ناحية بعد أن ظل قرونا عديدة وحيدا في هذا المكان
فقد ظلت الإسكندرية في العصر الإسلامي الأول محتفظة بتخطيطها القديم...
فقد بقي تخطيط المدينة بعد أن فتحها العرب علي ما كأن عليه من قبل.. ذلك أن القبائل العربية التي شاركت في فتح اكتفت بالنزول في الدور التي هجرها الروم
أما المباني التي أقامها العرب في فتجمع المراجع التاريخية علي أن الزبير بن العوام هو الوحيد الذي أقام بعض المباني بها مثلما فعل في الفسطاط.
و لما استقل أحمد بن طولون بمصر في القرن الثالث الهجري (الدولة الطولونية) رأي أن يحصن حدود مصر الشمالية فبني حول
مدينة الإسكندرية سورا بدلا من السور القديم الذي هدمه عمرو في أيام الفتح
رأى ابن طولون أن يحيط السور بالأجزاء العامرة في المدينة فقط وترك الأجزاء المهجورة خارجة عنه..
و ذلك توفيرا للنفقات والجهد.. ولذلك نجد أن السور القديم الذي أقيم في القرن الثالث الهجري كان يضم ما يزيد قليلا علي ثلث مساحة المدينة القديمة..
بعد أن استبعد منها المناطق الشرقية والجنوبية والشمالية الشرقية.
فتح بن طولون في سور المدينة أربعة لبواب تقابل الأبواب الأربعة القديمة وهي الباب الشرقي وباب سدرة أو باب العمود أما الباب الرابع فيقع في الجهة الشمالية
و عرف باسمه القديم وهو باب البحر..
و من هذا يتضح أن مسجد وضريح سيدي بشر كان يقع خارج حدود المدينة الشرقية في ذلك الوقت..
إذ أن مقابر الشاطبي الرومانية.. ومنطقة كامب شيزار تكون تكوّن حدود الإسكندرية الشرقية وأن مقابر المسلمين كانت وقتها في غرب المدينة كما يفهم من اسم باب القرافة..
وقد ظل تخطيط في العصر الفاطمي كما هو.
و لما تولي صلاح الدين حكم مصر لم تتغير حدود الإسكندرية فإنه كما تذكر المراجع قد رمم أسوارها ولم يبني عليها..
أما في العصر المملوكي فقد احتفظت المدينة أيضا ألي حد كبير بالتخطيط القديم
و قد ظل موكب السلطان يخترق المدينة من باب رشيد إلي باب القرافة أو الباب الأخضر وكان يقطعهما طريق آخر يتجه عموديا علي سور البحر ويصل باب البحر بباب سدرة..
و من هذا يتضح أيضا أن منطقة سيدي بشر ظلت حتى العصر المملوكي خارج مدينة الإسكندرية إلى أن التهمها العمران في العصر الحديث.
وصف المسجد
يتكون مسجد سيدي بشر الحالي من مستطيلين منفصلين
المستطيل الشمالي يتكون صحن مستطيل مكشوف تحيط به الأروقة من ثلاث جهات..
أما الجهة الرابعة وهي الجنوبية فخالية من الأروقة.. وفي شمال هذا المستطيل توجد دورة المياه والميضأة.
أما المستطيل الثاني (المستطيل الجنوبي) ويقع في جنوب الأول وهو عبارة عن إيوان القبلة..
ويحتوي هذا الإيوان على ثلاث بوائك (باكيات) من أعمدة مثمنة تحمل عقوداً مدببة..
وتقسم الإيوان إلى أربعة أروقة موازية لحائط القبلة..وفي الضلع الغربي لإيوان القبلة يوجد الضريح..
والضريح عبارة عن غرفة مربعة الشكل تعلوها قبة على رقبة مرتفعة.. وفي أركانها مقرنصات مصفوفة في سبعة صفوف..
وتعتبر القبة هي الجزء القديم في المسجد إذ إنها ترجع إلى القرن التاسع عشر الميلادي.